# Operação Cerberus
A Operação Cerberus, foi um confronto naval durante a Segunda Guerra Mundial em que a frota da Kriegsmarine, constituída pelos  couraçados Scharnhorst e Gneisenau, juntamente como cruzador pesado Prinz Eugen, apoiados por um número de navios menores, furou o bloqueio britânico e com êxito partiu de Brest na Bretanha para as bases sob controle alemão.

## A operação
Hitler sabia da importância da Noruega em seus esforços de guerra, sua importância para escoamento para o minério de ferro, material de suma importância para a indústria bélica alemã.
Dada a esta prioridade, ordenou que os navios de guerra alemães, aportados no Porto de Brest deveriam deslocar-se para proteger a orla costeira da Noruega. Até então a frota em Brest estava atracada sem atividades, pois a superioridade aérea aliada era muito presente o que impossibilitava operações de superfície. Este deslocamento envolvia uma operação extremamente perigosa, devido ao patrulhamento aliado. Os navios deveriam deslocar-se pelo Canal da Mancha para saída a mar aberto. Esta operação recebeu o apelido de "Corrida do Canal" pelos britânicos. Por ser uma operação de alto risco o Grande Almirante Erich Raeder se recusou a assumir sozinho as responsabilidade pela operação.
A inteligência britânica havia detectado um elevado estado de atividade no litoral francês, e suspeitava da movimentação da frota alemã, com a intenção de alcançar águas internacionais.
Como ação preventiva a Marinha Britânica colocou mais minas no Canal da Mancha, o que já somava mais de 1.000.000 de minas de superfície.

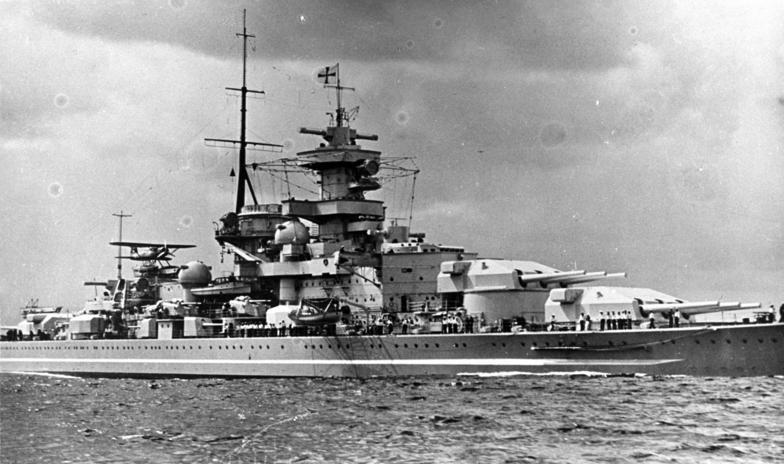
Gneisenau -1939

Então em 11 de fevereiro de 1942, os couraçados Scharnhorst e Gneisenau, juntamente como cruzador pesado Prinz Eugen, deixaram o porto de Brest escoltados por seis contratorpedeiros. Felizmente a movimentação somente foi detectada pelo Alto Comando Britânico, 13 horas após os navios terem zarpado.
Em vão as baterias costeiras tentaram disparar sobre a posições estimadas, mas sem êxito. Devido ao mau tempo o Comando de Bombardeiros, ficou incapaz de enviar aeronaves, somente  um pequeno número de Swordfish foi capaz de lançar algumas cargas, mas sem resultado.
A frota alemã navegou através do canal normalmente sofrendo pequenos ataques e colisões com algumas minas o que gerou pequenos problemas que foram posteriormente recuperados. O fato no entanto causou um grande mal-estar e embaraço para os britânicos, pois haviam sido desafiados dentro de seus domínios.
Os navios chegaram ao seu destino em 13 de fevereiro, no entanto esta movimentação e ao alto nível dos navios envolvidos, de certa forma deu aos aliados uma trégua para respirar.  Estes conseguiram  readequar suas operações na costa da Europa Ocidental. Como Raeder comentou mais tarde: a Alemanha ganhou uma vitória tática (mas) tinha sofrido uma derrota estratégica.
Por volta do meio dia 13 de fevereiro de 1942, o almirante Otto Ciliax enviou um sinal para o almirantado alemão em Paris: "É meu dever informá-lo que a Operação Cerberus foi concluída com êxito".